# Himation

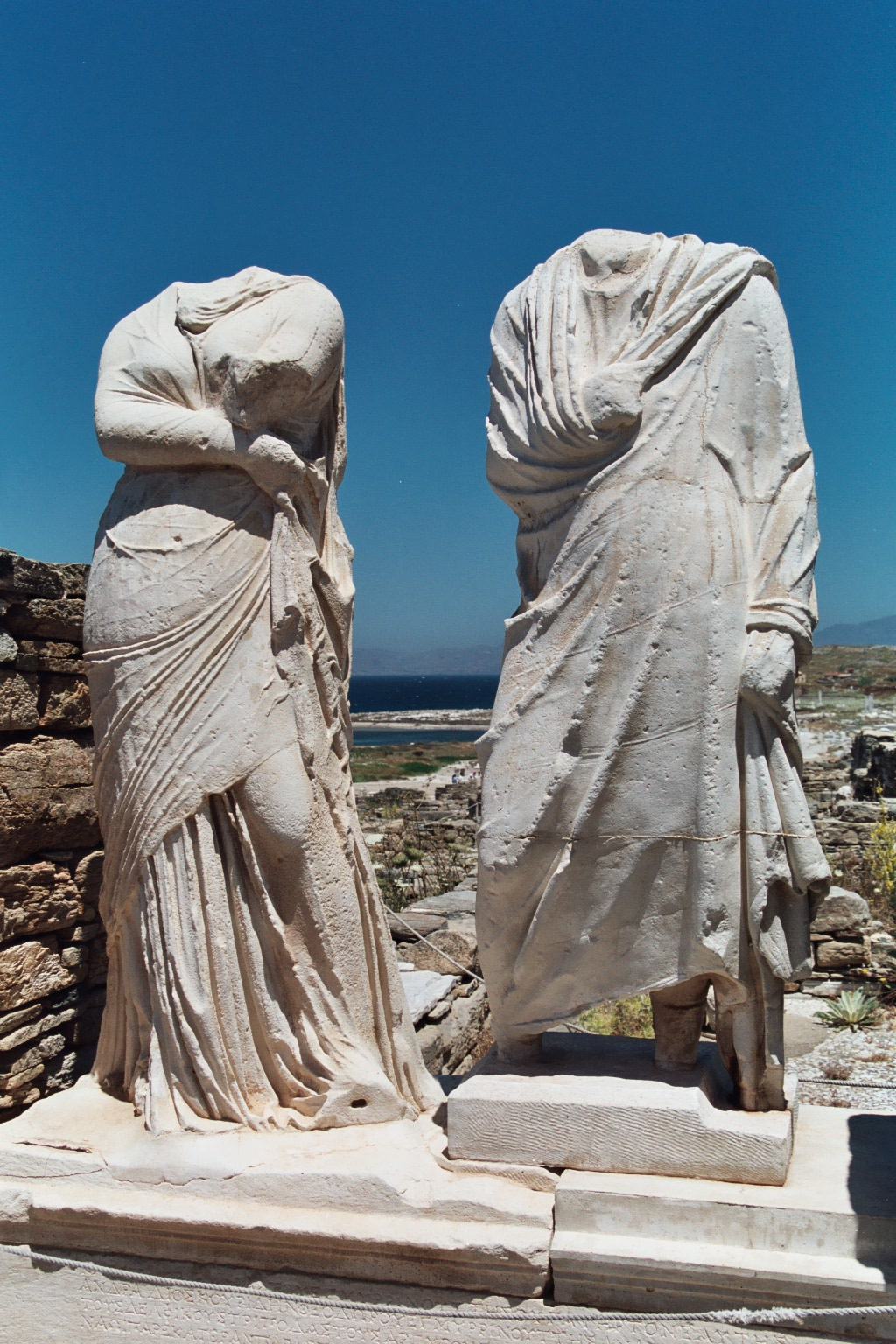
Standbeelden van een man en vrouw met himation

Het himation (Oudgrieks: τό ἱμάτιον) was een type kledingstuk in het Oude Griekenland. Het betrof een grote, rechthoekige lap stof, doorgaans van wol maar ook wel van meer luxueuze materialen, die als een brede mantel of brede sjaal om het lichaam werd gedrapeerd. Zowel mannen als vrouwen kleedden zich in himatia. Vaak, maar niet altijd, droeg men hieronder een wollen onderkleed: de zogenaamde chiton (bij mannen en vrouwen) of de peplos (bij vrouwen).
Getuige de vele afbeeldingen op aardewerk, reliëfs, etc. kende men verschillende wijzen waarop het kledingstuk om het lichaam kon worden gedrapeerd. Zo droegen efeben na hun bezoek aan het gymnasion hun himation gedeeltelijk over het hoofd, om geen kou te vatten. Met het oog op de mobiliteit werd het kledingstuk ook wel opgenomen en op de schouder vastgezet met een soort fibula. Hierdoor leek het enigszins op de chlamys, hoewel deze aanzienlijk korter was. Over het algemeen echter werd het himation als volgt gedragen: men hing naar verhouding een kort deel over de linkerschouder. Het langere, op de rug hangende deel werd onder de rechterarm door voor de borst getrokken, en vervolgens over de linkerschouder of de linkeronderarm geslagen. De rechterschouder bleef dus doorgaans onbedekt. Het himation was lang en breed genoeg om tot de enkels te reiken.